# Saurauia mollissima
Saurauia mollissima är en tvåhjärtbladig växtart som beskrevs av Ridley. Saurauia mollissima ingår i släktet Saurauia och familjen Actinidiaceae. Inga underarter finns listade i Catalogue of Life.